# Brighton and Hove
Brighton and Hove je přímořské město ve Východní Sussexu v Jihovýchodní Anglii. Tvoří jej dvě bývalá samostatná města, Brighton a Hove.
Brighton patří k anglickým letoviskům, jeho břehy omývá studený Atlantik.
Hove je proslaveným místem chrtích závodů, na kterém profitují firmy, jako PaddyPover, Ladbroks, Bettfair a další bookmakeři z celého ostrova. Chrtí závody, anglicky řečené „greyhounds“, patří spolu se závody koní k velice oblíbeným a sledovaným.

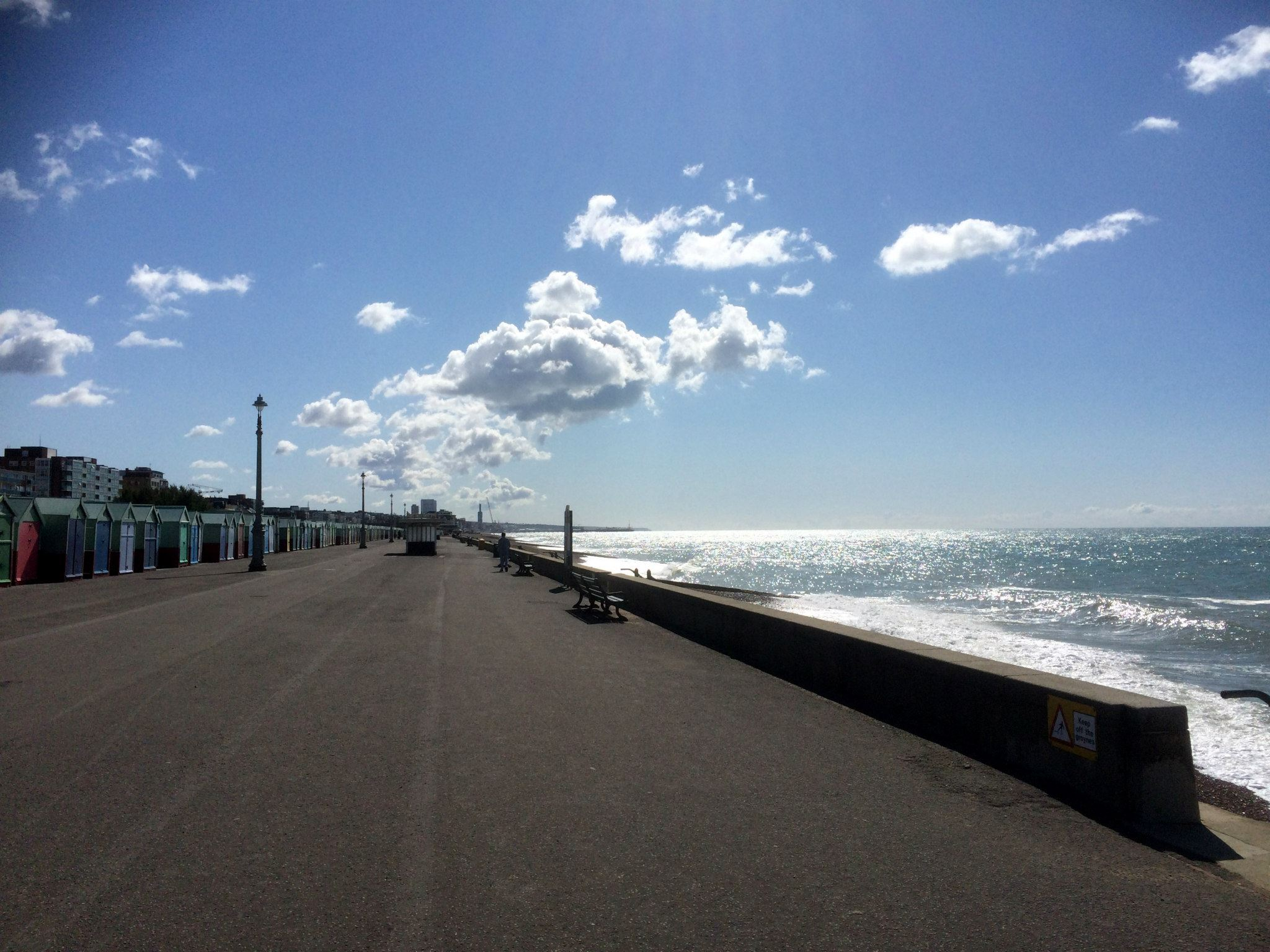
Promenáda v Hove, kde se turisté a nejen oni mohou procházet po břehu Atlantiku

## Historie
Města Brighton a Hove byla do roku 1997 samostatná. V roce 2001 je královna Alžběta II. sloučila a udělila jim status jednotného města. „Brighton“ je často označován jako synonymum pro oficiální název „Brighton a Hove“. Před tím, než se obě města začala specializovat na turistický ruch, byla to města převážně rybářská. Pozůstatky z doby, kdy byl rybolov na vrcholu a tvořil významnou součást ekonomické prosperity, je na mnoha místech patrný dodnes.

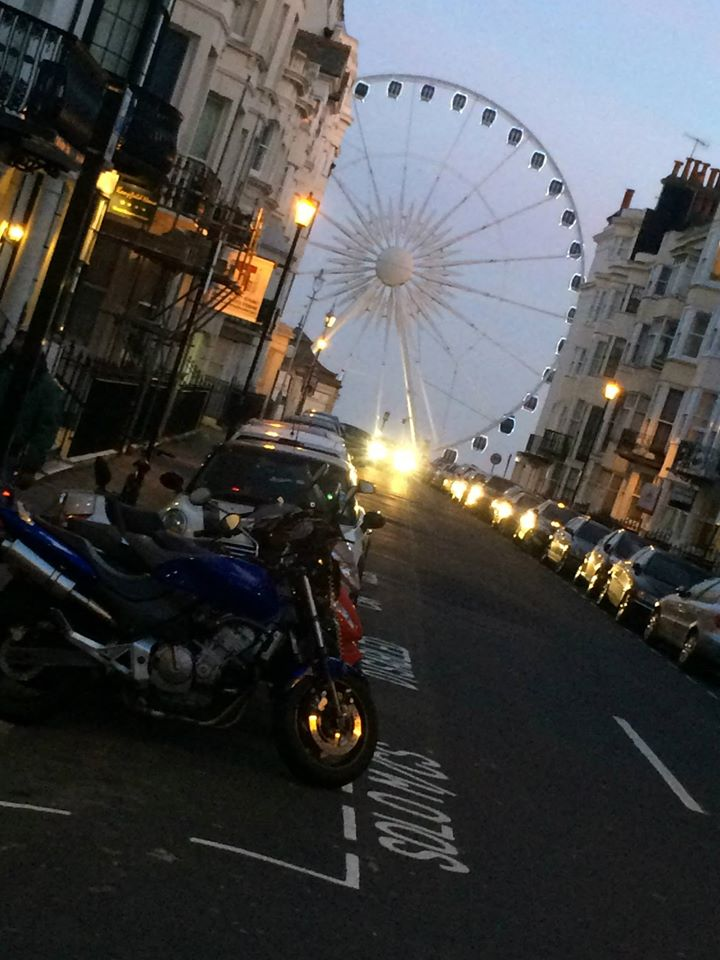
Ulice vedoucí k vyhlídkovému molu Brighton Pier

## Obyvatelstvo
První sčítání lidu v Brightonu bylo provedeno v roce 1801.
Při sčítání lidu v roce 2011 bylo město shledáno nejlidnatějším anglickým přímořským letoviskem a zároveň největším městem v jihovýchodní Anglii, se 273 400 obyvateli. Obyvatelstvo Brightonu a Hove tvoří 50 % mužů a 50 % žen. Z hlediska etnického složení bylo 89,1 % bílé (80,5 % bílé britské, 1,4 % bílé irské, 7,1 % jiné bílé), 4,1 % asijské (1,1 % čínské, 1,1 % indické, 0,5 % Bangladéšské, 1,2 % jiné asijské), 3,8 % smíšené rasy (1,5 % smíšené černé / bílé, 1,2 % smíšené bílé / asijské, 1,0 % jiné smíšené), 1,5 % černé a 0,8 % arabské.
Náboženské složení je 42,90 % křesťanů, 42,42 % nevěřících, 2,23 % muslimů, 1,00 % buddhistů, 0,98 % židů. 1,66 % byli přívrženci jiného náboženství, zatímco 8,81 % neuvedlo své náboženství vůbec.
Brighton byl začleněn jako městská část v roce 1854, později se stal okresním městem podle zákona o místní správě z roku 1888; pokrývalo farnost Brightonu a část Prestonu; Hove se stal koncem 19. století místním zdravotním úřadem, původně pokrývající farnost Hove; V roce 1893 byla do místní rady Hove přidána farnost Aldrington; Hove se stal městskou částí v roce 1898; V roce 1928 byly do Hove přidány Hangleton, Preston Rural a West Blatchington; Ovingdean, Patcham a Rottingdean byly přidány do Brightonu v roce 1928; Portslade-by-Sea byl přidán do Hove v roce 1974 podle zákona o místní správě z roku 1972. Brighton i Hove se tak stali metropolitními oblastmi východního Sussexu.
Sčítání lidu rovněž ukázalo výrazný pokles podílu populace, která žádá o podporu v nezaměstnanosti, z 10,1 % na 4,5 %.

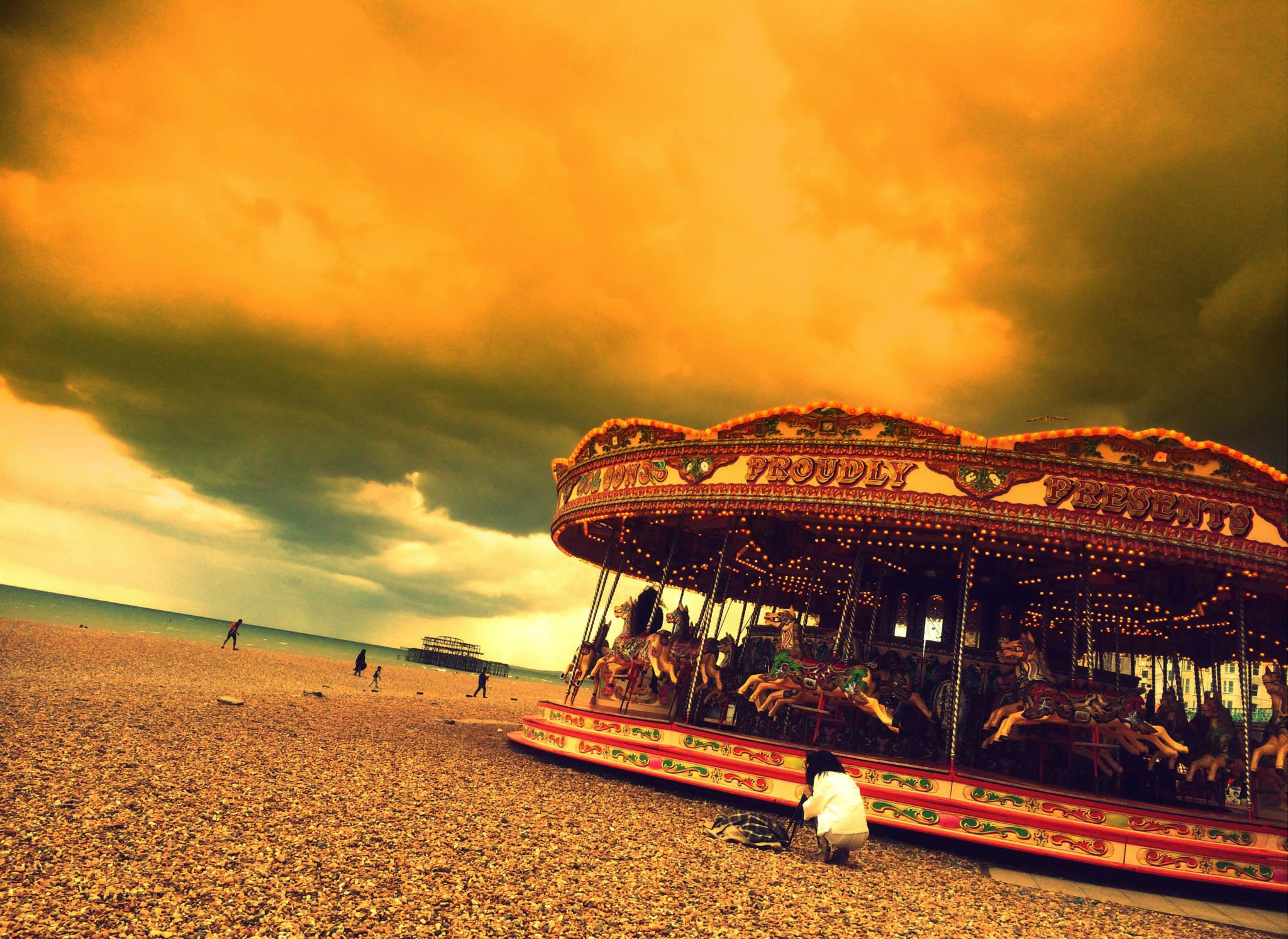
V anglickém letovisku Brighton naleznete mnoho zábavních atrakcí

## Politická uskupení
Brighton a Hove byly vůbec první ve Spojeném království, kde po dlouhou dobu vítězila Strana zelených, ve vedení se udržela od května 2011 do května 2015.
Vedoucím správní rady se stal v dubnu 2018 radní Daniel Yates. Starostou Brightonu a Hove pro období 2019–2020 radní Alex Phillips a Geoff Raw byl zvolen, jako generální ředitel. 

## Politické kauzy
V roce 2012 organizace Big Brother Watch zjistila, že bylo narušeno soukromí některých občanů. Bylo zjištěno, že agentura, která kontrolovala řidiče a vozidla v Brightonu a Hove zneužila svých pravomocí. Tato agentura se zabývala vymáháním parkovacích pokut, po zjištění tohoto přestupku jí byl přístup k  informacím trvale odebrán.
V roce 2013 byla ve městě stávka popelářů a metařů, kteří nebyli spokojeni s navrhovaným jednotným statusem plateb. Jejich rada reformovala platové příspěvky, ty se tak měly vyrovnat ve všech organizacích zabývajících se úklidem města.

## Ekonomika
Dne 15. října 2004 byl městům Brighton a Hove udělen status Fairtrade City (česky Fairtraidové město). Fair trade (Spravedlivý obchod) je institucionální uspořádání, jehož cílem je pomoci producentům dosáhnout lepších obchodních podmínek. Ekonomika města je založena na službách, především turistům. Turistický a zábavní průmysl jsou pro město, s množstvím hotelů a zábavních center, nejdůležitějšími odvětvími.

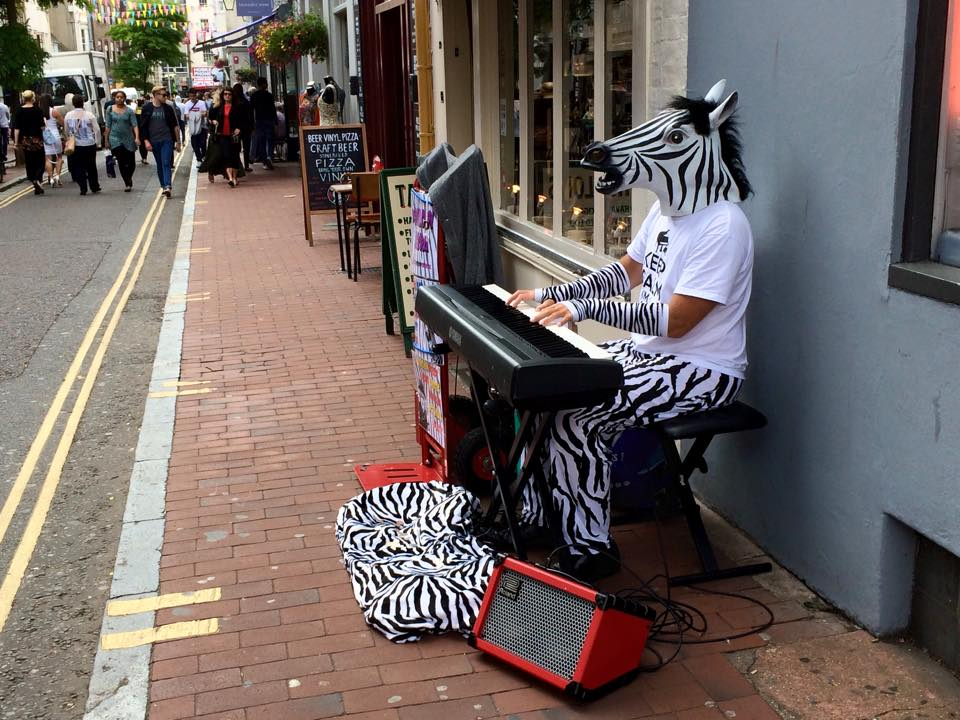
Pouliční umělci v Brightonu kladou důraz především na kreativitu

## Turismus

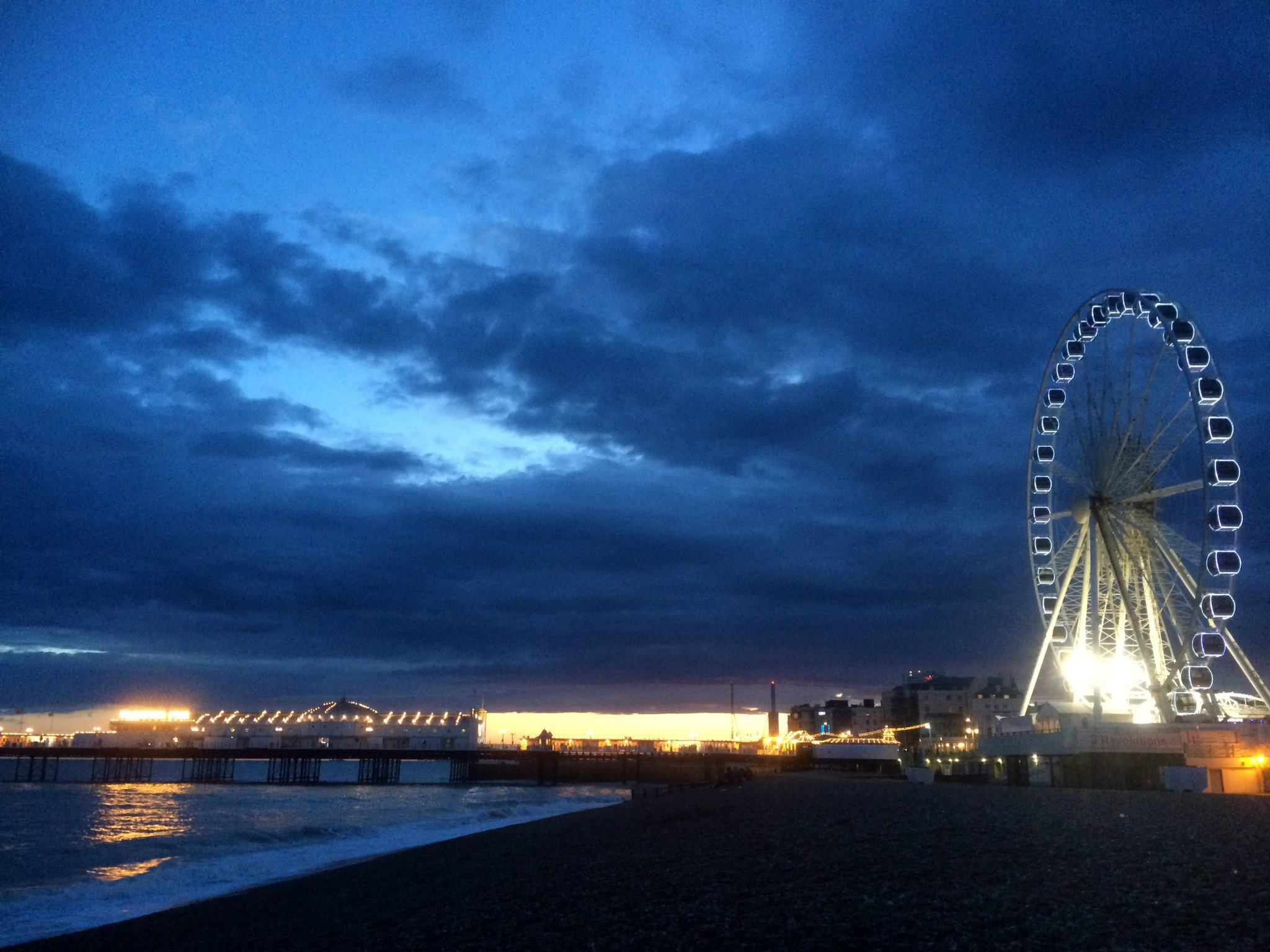
Brighton Pier je vyhlídkové molo, se zábavními podniky a kavárnami, kde neutuchá čilý ruch ani v pozdních hodinách a v zimním období

Mezi nejznámější atrakce patří Brighton Pier, 522 m dlouhé vyhlídkové molo lemované bezpočtem kaváren a suvenýrových obchodů, a vyhlídková věž i360.